# Europejski Turniej Kwalifikacyjny w piłce siatkowej kobiet do Letnich Igrzysk Olimpijskich 2020
Europejskie kwalifikacje stanowią drugą szansę (po Interkontynentalnym turnieju kwalifikacyjnym) dla drużyn zrzeszonych w Europejskiej Konfederacji Piłki Siatkowej (CEV) na awans do turnieju olimpijskiego w piłce siatkowej kobiet na Letnich Igrzyskach Olimpijskich 2020.
Rozgrywki tj. w poprzedniej edycji składają się tylko z jednej rundy. Udział w niej ma zapewnione osiem najlepszych zespołów rankingu europejskiego, które nie zdołały zakwalifikować się na igrzyska olimpijskie poprzez Interkontynentalny turniej kwalifikacyjny. Europejski Turniej Kwalifikacyjny jest rozgrywany w dniach 7–12 stycznia 2020 roku w holenderskiej hali Omnisport Apeldoorn w Apeldoorn.
Awans na igrzyska olimpijskie uzyska tylko zwycięzca turnieju. 

## System rozgrywek
Zespoły zostały podzielone na dwie grupy (A i B). Z każdej grupy dwie najlepsze drużyny awansują do półfinałów, po których rozegrany będzie finał. Do turnieju olimpijskiego awans uzyska zwycięzca turnieju.

## Uczestnicy
8 drużyn, najwyżej sklasyfikowanych w rankingu CEV na 9 września 2019 roku, które nie zdobyły kwalifikacji do turnieju olimpijskiego.
- Holandia (3, gospodarz)
- Turcja (4)
- Niemcy (6)
- Bułgaria (7)
- Polska (8)
- Belgia (9)
- Chorwacja (10)
- Azerbejdżan (11)

## Faza grupowa

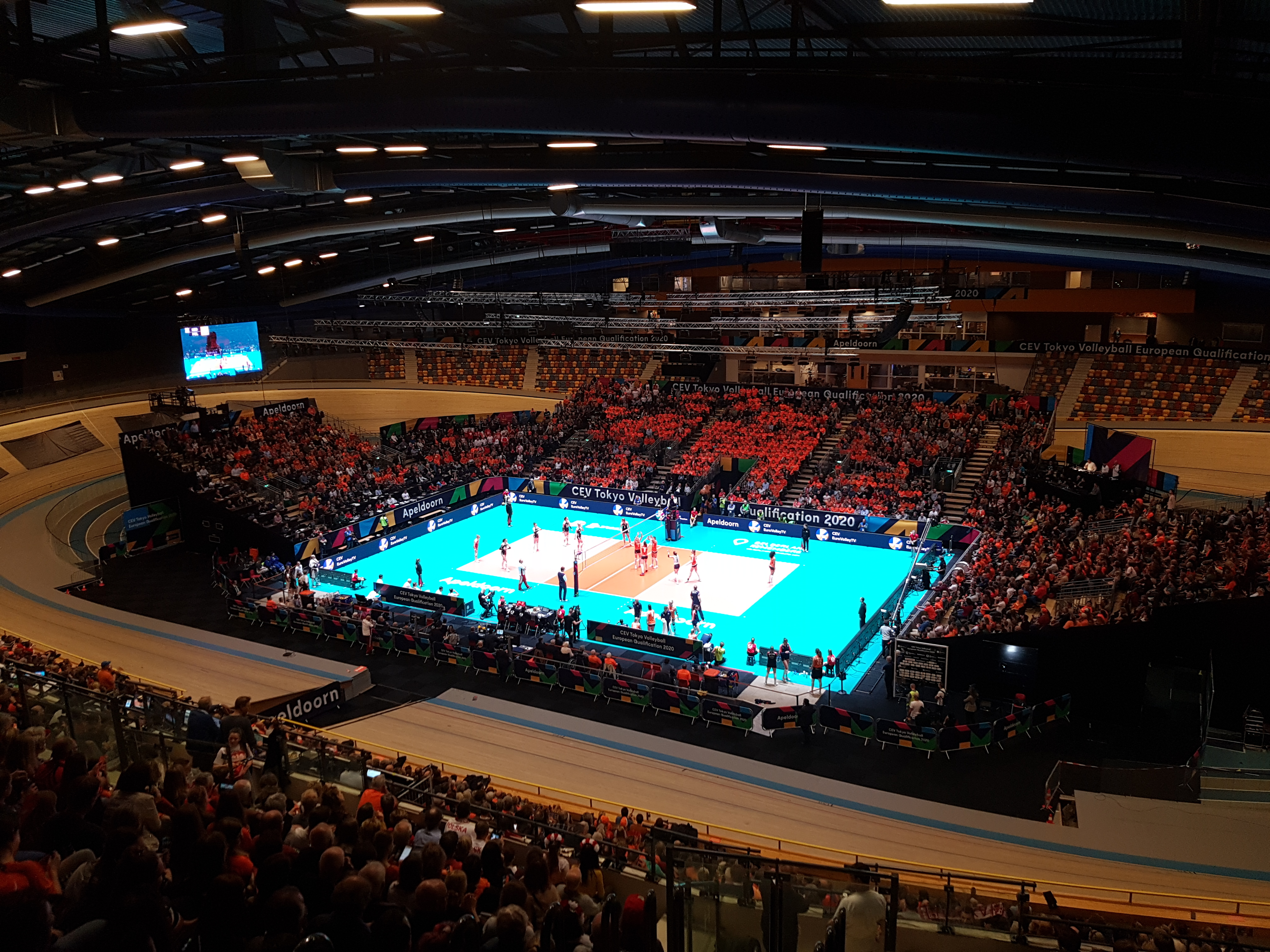
Mecz Holandia – Polska (1:3)

## Faza grupowa[3]

### Grupa A[4]
Tabela
| Lp. | Drużyna     | Mecze | Mecze   | Mecze   | Pkt | Sety | Sety | Sety  | Małe punkty | Małe punkty | Małe punkty |
| Lp. | Drużyna     | M     | W (3:2) | P (2:3) | Pkt | wyg. | prz. | ratio | zdob.       | str.        | ratio       |
| --- | ----------- | ----- | ------- | ------- | --- | ---- | ---- | ----- | ----------- | ----------- | ----------- |
| 1   | Polska      | 3     | 3 (0)   | 0 (0)   | 9   | 9    | 2    | 4.500 | 271         | 238         | 1.139       |
| 2   | Holandia    | 3     | 2 (0)   | 1 (0)   | 6   | 7    | 3    | 2.333 | 242         | 223         | 1.085       |
| 3   | Bułgaria    | 3     | 1 (0)   | 2 (0)   | 3   | 4    | 7    | 0.571 | 244         | 263         | 0.928       |
| 4   | Azerbejdżan | 3     | 0 (0)   | 3 (0)   | 0   | 1    | 9    | 0.111 | 213         | 246         | 0.866       |

Źródło: http://www.cev.eu/Competition-Area/CompetitionStandings.aspx?ID=1208
Punktacja: 3:0 i 3:1 – 3 pkt; 3:2 – 2 pkt; 2:3 – 1 pkt; 1:3 i 0:3 – 0 pkt
Zasady ustalania kolejności: 1. liczba zwycięstw; 2. liczba punktów; 3. stosunek setów; 4. stosunek małych punktów; 5. bilans w bezpośrednich meczach
     awans do półfinału
     odpadnięcie z turnieju
Wyniki spotkań
| Data  | Godz. | Drużyna 1   | Wynik | Drużyna 2   | 1     | 2     | 3     | 4     | 5 | Widzów | * |
| ----- | ----- | ----------- | ----- | ----------- | ----- | ----- | ----- | ----- | - | ------ | - |
| 07.01 | 16:00 | Polska      | 3:1   | Bułgaria    | 23:25 | 25:20 | 25:19 | 25:22 |   | 1000   | 1 |
| 07.01 | 19:30 | Azerbejdżan | 0:3   | Holandia    | 23:25 | 18:25 | 22:25 |       |   | 2896   | 2 |
| 08.01 | 19:30 | Bułgaria    | 0:3   | Holandia    | 19:25 | 19:25 | 24:26 |       |   | 3550   | 3 |
| 09.01 | 16:00 | Bułgaria    | 3:1   | Azerbejdżan | 25:23 | 25:19 | 21:25 | 25:22 |   | 1300   | 4 |
| 09.01 | 19:30 | Holandia    | 1:3   | Polska      | 20:25 | 23:25 | 25:23 | 23:25 |   | 5850   | 5 |
| 10.01 | 20:00 | Polska      | 3:0   | Azerbejdżan | 25:19 | 25:19 | 25:23 |       |   | 510    | 6 |

### Grupa B
Tabela
| Lp. | Drużyna   | Mecze | Mecze   | Mecze   | Pkt | Sety | Sety | Sety  | Małe punkty | Małe punkty | Małe punkty |
| Lp. | Drużyna   | M     | W (3:2) | P (2:3) | Pkt | wyg. | prz. | ratio | zdob.       | str.        | ratio       |
| --- | --------- | ----- | ------- | ------- | --- | ---- | ---- | ----- | ----------- | ----------- | ----------- |
| 1   | Niemcy    | 3     | 3 (0)   | 0 (0)   | 9   | 9    | 2    | 4.500 | 279         | 240         | 1.163       |
| 2   | Turcja    | 3     | 2 (1)   | 1 (0)   | 5   | 7    | 6    | 1.167 | 290         | 272         | 1.066       |
| 3   | Belgia    | 3     | 1 (0)   | 2 (1)   | 4   | 6    | 7    | 0.857 | 296         | 304         | 0.974       |
| 4   | Chorwacja | 3     | 0 (0)   | 3 (0)   | 0   | 2    | 9    | 0.222 | 225         | 274         | 0.821       |

Źródło: http://www.cev.eu/Competition-Area/CompetitionStandings.aspx?ID=1208
Punktacja: 3:0 i 3:1 – 3 pkt; 3:2 – 2 pkt; 2:3 – 1 pkt; 1:3 i 0:3 – 0 pkt
Zasady ustalania kolejności: 1. liczba zwycięstw; 2. liczba punktów; 3. stosunek setów; 4. stosunek małych punktów; 5. bilans w bezpośrednich meczach
     awans do półfinału
     odpadnięcie z turnieju
Wyniki spotkań
| Data  | Godz. | Drużyna 1 | Wynik | Drużyna 2 | 1     | 2     | 3     | 4     | 5     | Widzów | * |
| ----- | ----- | --------- | ----- | --------- | ----- | ----- | ----- | ----- | ----- | ------ | - |
| 07.01 | 13:00 | Niemcy    | 3:1   | Turcja    | 25:15 | 21:25 | 25:21 | 25:21 |       | 890    | 1 |
| 08.01 | 13:00 | Chorwacja | 1:3   | Turcja    | 28:26 | 12:25 | 20:25 | 21:25 |       | 900    | 2 |
| 08.01 | 16:00 | Belgia    | 1:3   | Niemcy    | 31:33 | 24:26 | 26:24 | 22:25 |       | 2103   | 3 |
| 09.01 | 13:00 | Belgia    | 3:1   | Chorwacja | 20:25 | 28:26 | 25:16 | 25:22 |       | 789    | 4 |
| 10.01 | 13:30 | Niemcy    | 3:0   | Chorwacja | 25:15 | 25:17 | 25:23 |       |       | 276    | 5 |
| 10.01 | 16:30 | Turcja    | 3:2   | Belgia    | 25:20 | 25:15 | 20:25 | 22:25 | 15:10 | 1025   | 6 |

## Faza pucharowa

### Półfinały
| Data  | Godz. | Drużyna 1 | Wynik | Drużyna 2 | 1     | 2     | 3     | 4     | 5     | Widzów | * |
| ----- | ----- | --------- | ----- | --------- | ----- | ----- | ----- | ----- | ----- | ------ | - |
| 11.01 | 17:15 | Niemcy    | 3:0   | Holandia  | 27:25 | 25:23 | 25:22 |       |       | 5850   | 1 |
| 11.01 | 20:45 | Polska    | 2:3   | Turcja    | 25:19 | 18:25 | 25:23 | 31:33 | 11:15 | 5096   | 2 |

### Finał
| Data  | Godz. | Drużyna 1 | Wynik | Drużyna 2 | 1     | 2     | 3     | 4 | 5 | Widzów | * |
| ----- | ----- | --------- | ----- | --------- | ----- | ----- | ----- | - | - | ------ | - |
| 12.01 | 17:30 | Turcja    | 3:0   | Niemcy    | 25:17 | 25:19 | 25:22 |   |   | 5321   | 1 |

## Nagrody indywidualne
| Najlepsza rozgrywająca | Najlepsza atakująca | Najlepsze środkowe         | Najlepsze przyjmujące            | Najlepsza libero |
| ---------------------- | ------------------- | -------------------------- | -------------------------------- | ---------------- |
| Joanna Wołosz          | Louisa Lippmann     | Eda Dündar Robin de Kruijf | Hanna Orthmann Magdalena Stysiak | Simge Aköz       |

## Klasyfikacja końcowa
| Miejsce | Reprezentacja |
| ------- | ------------- |
| 1       | Turcja        |
| 2       | Niemcy        |
| 3       | Polska        |
| 3       | Holandia      |
| 5       | Belgia        |
| 5       | Bułgaria      |
| 7       | Chorwacja     |
| 7       | Azerbejdżan   |

|  | Kwalifikacja na Igrzyska Olimpijskie |